# Anou (estri)

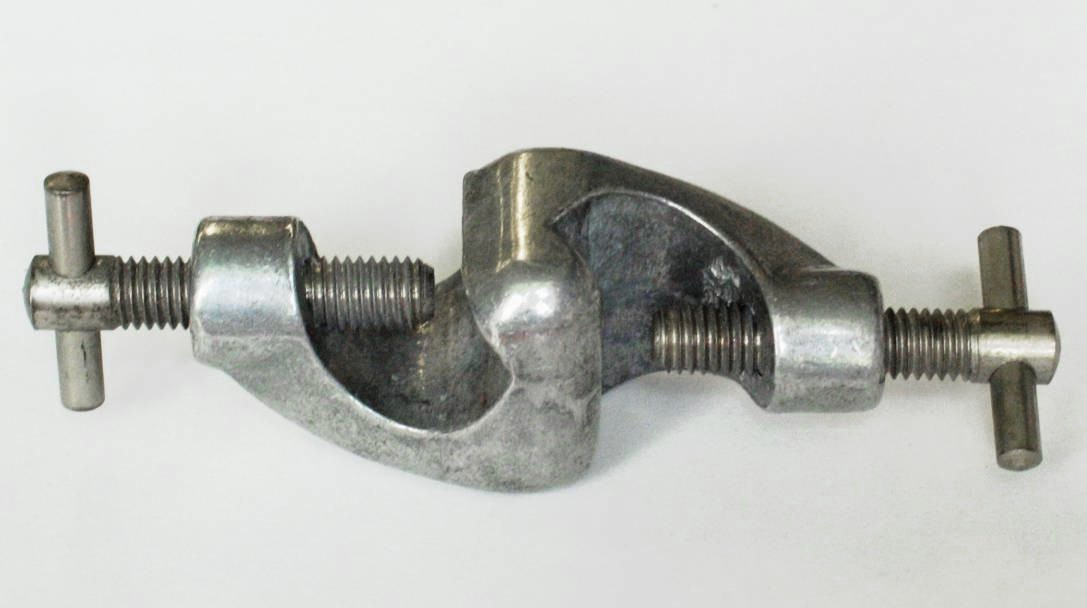
Nou

Una anou o nou és un estri emprat als laboratoris, fabricat en metall, que disposa de dues canals perpendiculars amb un caragol cadascuna i que s'empra per abraçar i fixar dos tubs cilíndrics (mànecs de pinces, de cèrcols, suports de laboratori, etc.).